# Bus SCS
SCS je kratica za Sistema Cablaggio Semplificato, kar bi v Italijanščini pomenilo Sistem poenostavljenega kabliranja. 
Gre se za BUS povezavo razvito s strani podjetja Bticino leta 1996. 
Njene aplikacije so na področju avtomatizacije domov in zgradb.

## GLAVNE KARAKTERISTIKE
SCS povezava je bazirana na oplaščeni parici, sestavljeni iz dveh  fleksibilnih vodnikov, katera sta izolirana 300/500V, odgovarjajoč normam CEI 46-5

### KABLIRANJE
Lahko ga izvedemo na dva načina:
- Prosto kabliranje ( klasično)
- zvezdasto kabliranje ( vse izhaja iz centra oz. električne omarice)

Izbira tipa kabliranje je predvsem odvisen od tipa funkcije ki jo želite imeti in od potrebe namestitev elementov instalacije.

### KOMUNICIRANJE
Po bus SCS povezavi potekajo štirje različni tipi signala z modulacijo frekvence:
- Napajanje
- Podatki
- Video
- Audio

Protokol je CSMA/CA na frekveci 9600 Hz

### FUNKCIJE
Preko bus SCS povezave je mogoče upravljati naslednje funkcije:
- Razsvetljava
- Avtomatizacija
- Scenariji
- Protivlom
- Distribucija zvoka
- Gospodarjenje z energijo
- Termoregulacija
- Videodomofonija

Vse naštete funkcije delijo isto tehnologijo in enake postopke za konfiguracijo oz. namestitev

### KONFIGURACIJA
Naprave priklopljene na bus SCS morajo biti konfigurirane.
S konfiguracijo jim določimo naslov in način delovanja
Na voljo so dva načina konfiguracije:
- Fizična – s pomočjo oštevilčenih ohmskih mostičkov z različnimi upornostmi.
- Virtualna – s pomočjo programske opreme, katera se poveže z busom preko prehodov (gateway) ethernet povezave

### POVEZOVANJE
Možnost je se povezati z bus SCS preko prehodov (gateway) in preko odprtega protokola imenovanega OpenWebNet višje ravni.
Obstajajo dva tipa prehodov (gateway), ki komunicirata preko različnih standardov komunikacij:
- Gateway ethernet ( baziran na Linux)
- Gateway USB / RS232

Ti prehodi so dvosmerni, saj prevajajo paketke SCS in OpenWebNet in obratno.
Standardni prostokol OpenWebNet omogoča vsakomur, da ustvari programsko opremo za interakcijo z napravami povezanimi z BUS SCS.
Ta protokol je razširjen preko skupnosti MyOpen.